# Senegal na Zimowych Igrzyskach Olimpijskich 1992
Senegal na Zimowych Igrzyskach Olimpijskich 1992 reprezentowało dwóch zawodników, którzy wystartowali w narciarstwie alpejskim.
Był to drugi start Senegalu na zimowych igrzyskach olimpijskich.

## Narciarstwo alpejskie
Mężczyźni
- Alphonse Gomis
  - zjazd – nie ukończył
  - super gigant – nie ukończył
  - slalom gigant – 74. miejsce
  - slalom – nie ukończył
  - kombinacja – nie ukończył

- Lamine Guèye
  - zajzd – 45. miejsce
  - super gigant – 78. miejsce
  - slalom gigant – 66. miejsce
  - slalom – nie ukończył
  - kombinacja – nie ukończył